# Wydział Fizjoterapii Akademii Wychowania Fizycznego we Wrocławiu
Wydział Fizjoterapii Akademii Wychowania Fizycznego we Wrocławiu (WF AWF we Wrocławiu) – jeden z trzech wydziałów Akademii Wychowania Fizycznego we Wrocławiu, utworzony w 1976 roku jako drugi wydział na tej uczelni. Kształci studentów na trzech podstawowych kierunkach zaliczanych do nauk o kulturze fizycznej, na studiach stacjonarnych oraz niestacjonarnych. Wydział Fizjoterapii jest jednostką monodyscyplinarną. W jego ramach znajdują się pięć samodzielnych katedr. 
Aktualnie zatrudnionych jest 114 pracowników naukowo-dydaktycznych (z czego 10 na stanowisku profesora zwyczajnego, 11 na stanowisku profesora nadzwyczajnego ze stopniem doktora habilitowanego, 68 na stanowisku adiunkta ze stopniem doktora habilitowanego oraz doktora i 25 pracowników z tytułem zawodowym magistra). Wydział współpracuje również z emerytowanymi profesorami, których autorytet wspiera zarówno proces dydaktyczny, jak i przede wszystkim wymianę międzynarodową. Na wydziale studenci pobierają naukę na studiach dziennych, studiach zaocznych oraz kilkunastu doktorantów, odbywających studia doktoranckie w ramach Wydziałowego Studium Doktoranckiego.

## Historia
Wydział Fizjoterapii powstał w 1976 roku jako drugi z wydziałów na Akademii Wychowania Fizycznego we Wrocławiu. Początkowo nosił on nazwę Wydziału Turystyki i Rekreacji. Pierwsi studenci rozpoczęli zajęcia w roku akademickim 1977/1978.  W 1981 roku jednostka ta została zamknięta ze względu na braki kadry naukowo-dydaktycznej, zaś uczelnia powróciła do struktury jednowydziałowej. Wydział ten został reaktywowany w 1995 roku ze względu na rosnące zapotrzebowanie na specjalistów z zakresu fizjoterapii. W 1998 roku zmieniono dotychczasową nazwę tej jednostki z Wydziału Rehabilitacji Ruchowej na Wydział Fizjoterapii.

## Władze (2012-2016)
Dziekan: dr hab. Ewa Demczuk-Włodarczyk, prof. AWF
Prodziekan ds Nauki: dr hab. Małgorzata Mraz, prof. AWF
Prodziekan ds Nauczania: dr Agnieszka Pisula-Lewandowska
Prodziekan ds Studenckich: dr hab. Bożena Ostrowska, prof. AWF

## Poczet dziekanów
1. 1995-1999: prof. dr hab. Marek Woźniewski - nauki o kulturze fizycznej (fizjoterapia, wychowanie fizyczne, rehabilitacja)
2. 1999-2005: prof. dr hab. Tadeusz Skolimowski - nauki o kulturze fizycznej (fizjoterapia)
3. 2005-2012: prof. dr hab. Marek Woźniewski - nauki o kulturze fizycznej (fizjoterapia, wychowanie fizyczne, rehabilitacja)
4. od 2012: dr hab. Ewa Demczuk-Włodarczyk, prof. AWF - nauki o kulturze fizycznej (fizjoterapia, rehabilitacja ruchowa)

## Kierunki kształcenia
Wydział Fizjoterapii Akademii Wychowania Fizycznego we Wrocławiu prowadzi studia pierwszego stopnia (licencjackie, 3-letnie) na następujących kierunkach:
- fizjoterapia
- kosmetologia
- terapia zajęciowa

Po ukończeniu studiów pierwszego stopnia ich absolwenci mogą kontynuować studia drugiego stopnia (magisterskie uzupełniające, 2-letnie) na kierunku fizjoterapia. Poza tym wydział prowadzi studia podyplomowe oraz studia doktoranckie.
Wydział Fizjoterapii ma uprawnienia do nadawania następujących stopni naukowych:
- doktora w zakresie nauk o kulturze fizycznej
- doktora habilitowanego w zakresie nauk o kulturze fizycznej

## Struktura organizacyjna
- Katedra Podstaw Fizjoterapii[7]:
  - Zakład Biologii Człowieka
  - Pracownia Biomonitoringu
  - Zespół Filozofii i Socjologii
  - Zespół Kosmetologii

- Katedra Fizjoterapii i Terapii Zajęciowej[8]:
  - Zakład Kinezyterapii
  - Zakład Terapii Zajęciowej
  - Zakład Metod Kinezyterapii
  - Zespół Fizykoterapii i Masażu
  - Zakład Promocji Zdrowia

- Katedra Fizjoterapii i Terapii Zajęciowej w  Medycynie Zachowawczej i Zabiegowej[9]:
  - Zakład Fizjoterapii i Terapii Zajęciowej w Medycynie Zabiegowej i Onkologii
  - Zakład Fizjoterapii i Terapii Zajęciowej w Chorobach Wewnętrznych
  - Pracownia Badań Czynnościowych

- Katedra Fizjoterapii i Terapii Zajęciowej w Dysfunkcjach Narządu Ruchu[10]:
  - Zakład Fizjoterapii w Ortopedii i Reumatologii
  - Zakład Diagnostyki w Dysfunkcjach Narządu Ruchu
  - Zakład Fizjoterapii w Neurologii
  - Pracownia badawcza Katedry

- Katedra Kinezjologii[11]:
  - Zakład Fizjologii Stosowanej
  - Zakład Kinezjologii

## Adres
Wydział Fizjoterapii 

Akademii Wychowania Fizycznego we Wrocławiu 

al. Ignacego Jana Paderewskiego 35 

51-612 Wrocław